# ترخان‌لی
ترخان‌لی (ترکی آذربایجانی: Tərxanlı) یک منطقهٔ مسکونی در جمهوری آرتساخ است که در استان کاشاتاق واقع شده‌است.